# Bythinella schmidtii
Bythinella schmidtii is een slakkensoort uit de familie van de Hydrobiidae. De wetenschappelijke naam van de soort is voor het eerst geldig gepubliceerd in 1852 door Kuster.